# Obština Ichtiman
Obština Ichtiman (bulharsky Община Ихтиман) je bulharská jednotka územní samosprávy v Sofijské oblasti. Leží v západním Bulharsku, v Ichtimanské kotlině a okolních pohořích (Sredna gora). Správním střediskem je město Ichtiman, kromě něj zahrnuje obština 27 vesnic. Žije zde přes 16 tisíc stálých obyvatel.

## Sídla
- Baljovci
- Bančovci[p 1]
- Bărdo
- Belica
- Boerica
- Bogdanovci[p 1]
- Borika
- Buzjakovci
- Čerňovo[p 2]
- Džamuzovci
- Ichtiman[p 3] (sídlo správy)
- Kostadinkino
- Ljubnica
- Mečkovci
- Mirovo[p 2]
- Muchovo
- Nejkjovec[p 1]
- Panovci
- Paunovo
- Poljanci[p 2]
- Popovci
- Răžana
- Seljanin
- Stambolovo[p 2]
- Vakarel[p 2]
- Venkovec
- Verinsko[p 2]
- Živkovo[p 2]

## Sousední obštiny
| Růžice kompasu |         | Elin Pelin       | Mirkovo      | Růžice kompasu |
| Růžice kompasu | Sofie   | Sever            | Panagjurište | Růžice kompasu |
| Růžice kompasu | Sofie   | Obština Ichtiman | Panagjurište | Růžice kompasu |
| Růžice kompasu | Sofie   | Jih              | Panagjurište | Růžice kompasu |
| Růžice kompasu | Samokov | Kostenec         | Lesičovo     | Růžice kompasu |

## Obyvatelstvo
V obštině žije 16 241 stálých obyvatel a včetně přechodně hlášených obyvatel 18 588. Podle sčítáni 1. února 2011 bylo národnostní složení následující:
- Bulhaři: 11 998 (73.8 %)
- Romové: 4 130 (25.4 %)
- Turci: 53 (0.3 %)
- ostatní: 70 (0.4 %)